# Henryków Dworzec Mały
Henryków Dworzec Mały − nieczynna stacja kolejowa w Henrykowie, w Polsce, w województwie dolnośląskim, w powiecie ząbkowickim, w gminie Ziębice. Stacja została otwarta w dniu 1 listopada 1908 roku razem z linią kolejową do Ciepłowodów. Do 1987 roku był na niej prowadzony ruch osobowy. W 1992 roku został zawieszony ruch towarowy.